# Camino Real de Tierra Adentro
El Camino Real de Tierra Adentro, també conegut com el Camino de la Plata o el Camino a Santa Fe, era una ruta comercial de 2.560 quilòmetres de longitud que unia les ciutats de Ciutat de Mèxic (Mèxic) i Santa Fe, Nou Mèxic (Estats Units) entre 1598 i 1882.

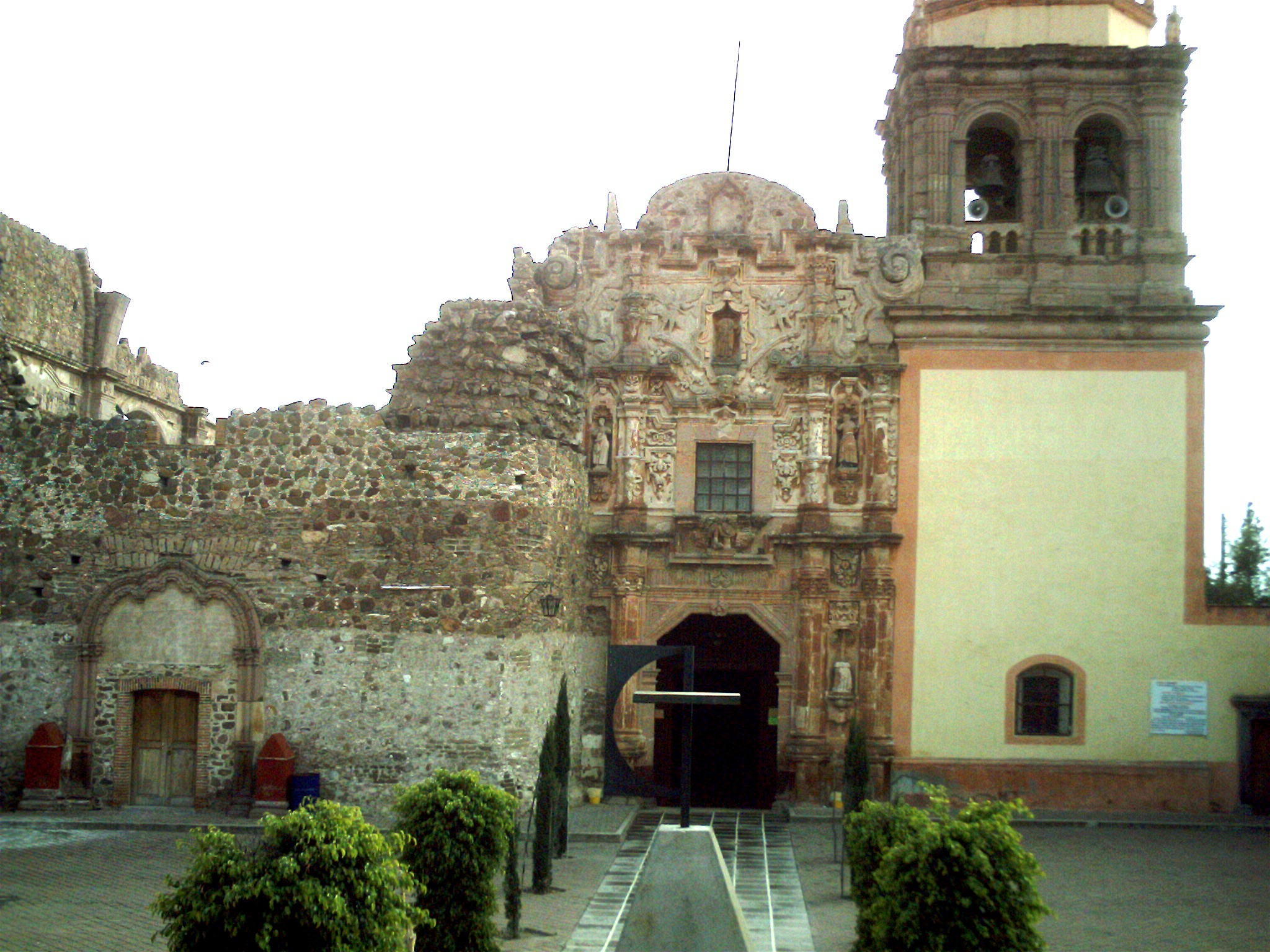
Pueblo de Pinos (Camino Real de Tierra Adentro)

La ruta travessa els estats de Mèxic, Querétaro, Guanajuato, Jalisco, San Luis Potosí, Aguascalientes, Zacatecas, Durango i Chihuahua a Mèxic i Texas i Nou Mèxic als EUA. Passa per ciutats importants com Ciutat Juárez i El Paso a Texas (ambdues anomenades Paso del Norte) i Las Cruces i Albuquerque a Nou Mèxic, abans d'arribar a Santa Fe.

## Història
Un cop sotmesa la gran Tenochtitlán, els conqueridors iniciaren una sèrie d'expedicions amb el propòsit d'expandir els seus dominis i obtenir majors riqueses per a la corona espanyola. Al principi van seguir els senders utilitzats pels nadius que intercanviaven mercaderies entre el nord i el sud. El 1598 van consolidar i ampliar un trajecte de 3.000 quilòmetres de distància que va arribar fins al que avui és Santa Fe, a Nou Mèxic. Aquesta ruta va rebre el nom de Camí Reial de Terra Endins.
Els investigadors Enric Lamadrid, Jack Loeffer i Tomàs Saldaña expliquen la història de El Camino Real, el més antic d'Amèrica del Nord:
| « | Els camins reals van ser les rutes principals de transport per a la comunicació, el canvi cultural i el comerç. L'exèrcit del virregnat, organitzat en companyies volants de cavalleria lleugera, protegia als viatgers, el bestiar i les mercaderies ", expliquen els especialistes. | » |

Existien quatre troncals del Camí Reial, que unien la ciutat de Mèxic amb Acapulco, Veracruz, Audiència (Guatemala) i Santa Fe: «Conformaven una quàdruple ruta plena de caminants, carretes i recuas de mules».
El Camí Reial de Terra Endins va seguir una ruta marcada pel terreny: «L'activitat volcànica i un clima inclement van llaurar una terra rica en dipòsits de plata, coure, or, òpals, turqueses i sal. Els desplaçaments de les plaques tectòniques van obrir al centre de Nou Mèxic una esquerda de més de quilòmetre i mig de profunditat, la segona més llarga del món. Les aigües del desglaç que fluïen cap a la vall van formar el riu Bravo i aquest va omplir amb sediments la profunda bretxa».
Durant milers d'anys, els indígenes nòmades van viure de la caça i la pesca a la zona. Després, amb l'arribada de l'agricultura van arrelar. Amb el temps van esdevenir "grans civilitzacions". I molt abans que els europeus arribessin, ja tenien establerta la xarxa de comerç que després es convertiria en el Camí Reial.
L'abril del 1598-assenyalen els investigadors-«un grup avançat de soldats es perd en el desert al sud del Pas del Nord, buscant la millor ruta al riu Bravo. Un indi captiu anomenat Mompil traça a la sorra un mapa de l'únic pas segur, que aviat formarà part del Camí Reial de Terra Endins ".

## Usos del nom i controvèrsies
El nom es presta a discussió o confusió, ja que durant el període virreinal es deia "Camí Reial" a tots els camins transitables en carreta, dels quals n'hi havia un nombre important en tot el Virregnat. De la mateixa manera, es deia "Terra Endins" als territoris poc explorats, en particular cap al nord del Virregnat, raó per la qual es va anomenar primer a Querétaro, i després a Saltillo "La Porta de Terra Endins". Per aquest motiu, històricament hi va haver diversos "Camins reials de Terra Endins". A més del camí a Santa Fe, ciutat localitzada en l'actual estat de Nou Mèxic, un altre camí destacat és el que conduïa cap a Texas. El "Camí Reial de Terra Endins", que conduïa a Nou Mèxic, pel que sembla va adoptar el seu nom recentment als Estats Units per tenir una protecció legal, encara que, en fer ús legal d'ell, es treu mèrit als altres Camins reials, com el de Texas, de manera que legalment no està permès l'ús de tal nom per a aquest últim (si més no als Estats Units), encara que històricament així se'l va denominar.

## Reconeixement històric
La secció del camí que discorre per territori nord-americà, un total de 646 quilòmetres, va ser declarada  National Historic Trail  a l'octubre de 2000.
El Camí Reial de Terra Endins va ser inscrit a la Llista Indicativa Mexicana el novembre de 2001, sota els criteris culturals (i) i (ii), els quals es refereixen a: i) Representar una obra mestra del geni creatiu de l'home, i, ii) Ser la manifestació d'un intercanvi d'influències considerable, durant un determinat període o en una àrea cultural específica, en el desenvolupament de l'arquitectura o de la tecnologia, les arts monumentals, la planificació urbana o el disseny de paisatges.
L'1 d'agost de 2010, el Comitè del Patrimoni de la Humanitat de les Nacions Unides per al'Educació, la Ciència i la Cultura (UNESCO) va afegir aquest recorregut com Patrimoni de la Humanitat, al costat d'altres 24 nous llocs de diversos països del món.
Els llocs que van ser inclosos en la llista com Patrimoni Mundial van ser els següents:
- Centre històric de la Ciutat de Mèxic (Patrimoni mundial, 1987)
- Antic Col·legi de Sant Francesc Xavier a Tepotzotlán
- Poble d'Aculco
- Pont d'Atongo
- Tram del Camí Reial entre Aculco i San Juan del Río
- Antic convent de San Francisco a Tepeji del Rio i pont
- Tram del Camí Reial entre el pont de la Colmena i l'antiga Hisenda de la Cañada
- Centre històric de la ciutat de San Juan del Río
- Antiga Hisenda de Chichimequillas
- Capella de l'antiga Hisenda de Buenavista
- Centre històric de Santiago de Querétaro (Patrimoni mundial, 1996)
- Pont El Fraile
- Antic reial hospital de San Juan de Dios de San Miguel de Allende
- Pont de San Rafael
- Pont La Quemada
- Vila de San Miguel de Allende i Santuari de Jesús Nazareno d'Atotonilco (Patrimoni mundial, 2008)
- Centre històric de la ciutat de Guanajuato i les seves mines adjacents (Patrimoni mundial, 1988)
- Centre històric de la ciutat de Lagos de Moreno i pont
- Conjunt històric del poble de Ojuelos de Jalisco
- Pont de Ojuelos de Jalisco
- Antiga Hisenda de Ciénega de Mata
- Cementiri a Encarnación de Díaz
- Antiga Hisenda de Peñuelas
- Antiga Hisenda de Cieneguilla
- Conjunt històric de la ciutat d'Aguascalientes
- Antiga Hisenda de Pabellón de Hidalgo
- Capella de San Nicolás Tolentino de l'antiga Hisenda de San Nicolás de Quijas
- Poble de Pinos
- Temple de Nuestra Señora de los Ángeles al poble de Noria de Ángeles
- Temple de Nuestra Señora de Dolores a Villa González Ortega
- Antic col·legi de Nuestra Señora de Guadalupe de Propaganda Fide
- Conjunt històric a la ciutat de Sombrerete
- Temple de San Pantaleón Mártir al poble de Noria de San Pantaleón
- Sierra de Órganos
- Conjunt arquitectònic del poble de Chalchihuites
- Tram del Camí Reial entre Ojocaliente i Zacatecas
- Cova de Ávalos
- Centre històric de la ciutat de Zacatecas (Patrimoni Mundial, 1993)
- Santuari de Plateros
- Centre històric de la ciutat de San Luis Potosí
- Capella de San Antonio a l'antiga Hisenda de Juana Guerra
- Temples al poble de Nombre de Dios
- Antiga Hisenda de San Diego de Navacoyán i Pont del Diable
- Centre històric de la ciutat de Durango
- Temples al poble de Cuencamé i Cristo de Mapimí
- Capella del Refugi de l'antiga Hisenda de Cuatillos
- Temple del poble de San José de Avino
- Capella de l'antiga Hisenda de la Immaculada Concepció de Palmitos de Arriba
- Capella de l'antiga Hisenda de la Neta Concepció de Palmitos de Abajo (Huichapan)
- Conjunt arquitectònic del Poble de Nazas
- Poble de San Pedro del Gallo
- Conjunt arquitectònic del poble de Mapimí
- Poble d'Indé
- Capella de Sant Mateu de l'antiga Hisenda de San Mateo de la Zarca
- Antiga Hisenda de la Neta Concepció de Canutillo
- Temple de Sant Miquel del poble de Villa Ocampo
- Tram del Camí Reial entre Nazas i San Pedro del Gallo
- Mina d'Ojuela
- Cova de Las Mulas de Molino
- Poble del Valle de Allende